# 響燉

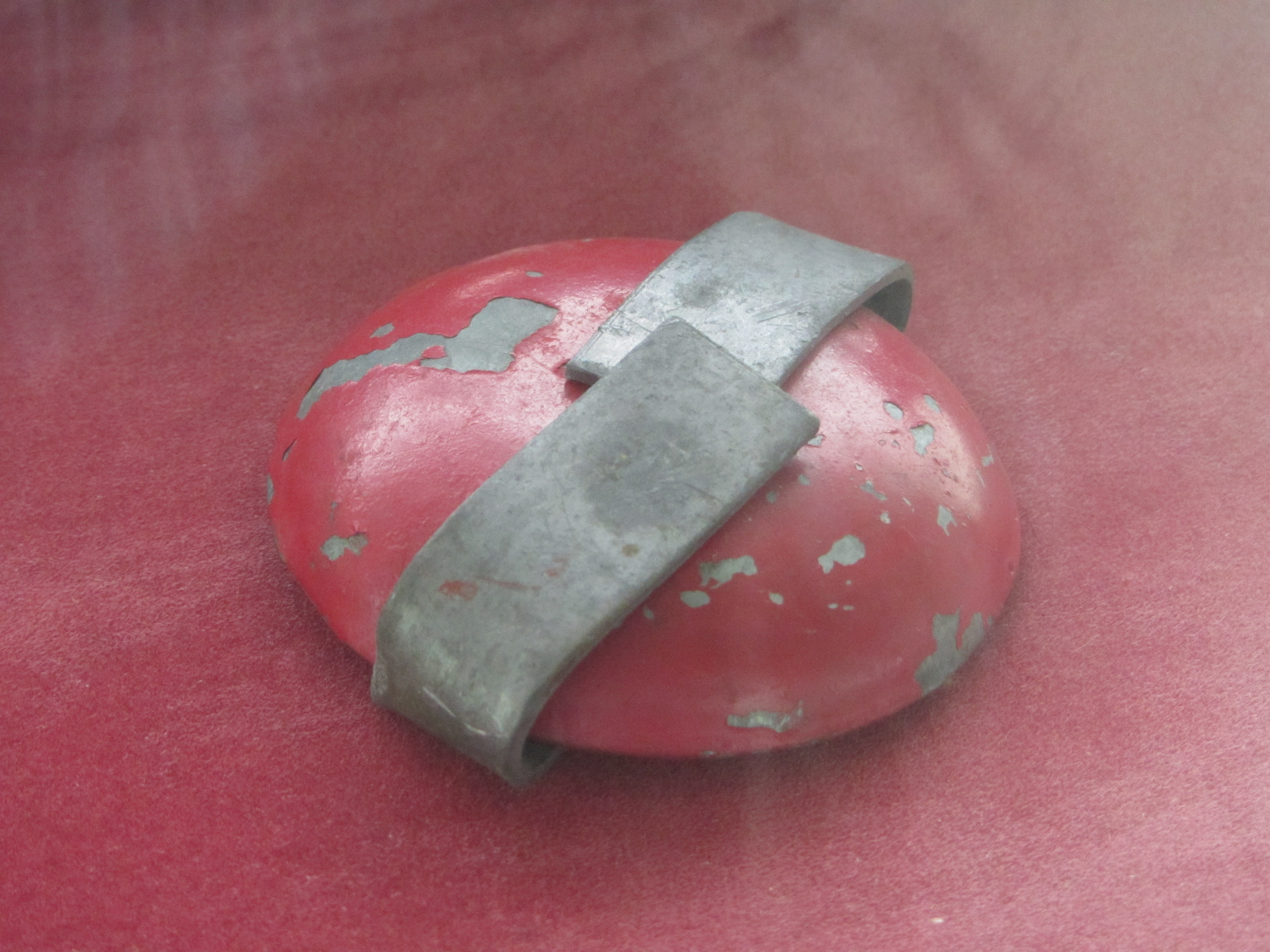
臺灣糖業鐵路使用的響燉

響燉（也作響墩，北美洲稱為）是一種使用於鐵道的聲音號誌，會發出聲響以警示火車駕駛。因為它內藏火藥，儲存時有相當的危險性，在通訊系統進步之下，目前部分國家的鐵路已經不再使用。

## 裝置簡介

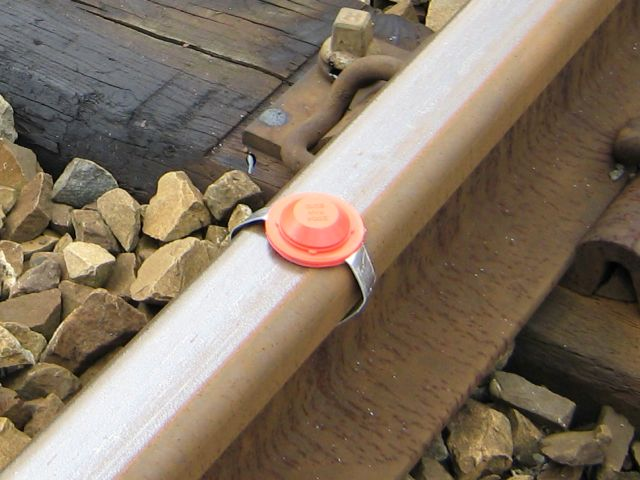
比利時鐵路上的響燉

響燉的外形是半圓形的鐵筒，內藏火藥，底部裝有鋅鉛片，以利在使用時扣住鐵道。當火車壓過時會發生爆炸，發出聲響與冒出白煙。
在發生行車事故、特殊天候或任何有必要提醒列車及時停車的情況下，它會被安裝在特定的鐵道路段上，用來提醒火車駕駛，前方發生有特殊事故，請減速煞車。
台灣鐵路管理局所使用的響燉外殼為紅色，底部6公分、高1.2公分，爆炸發出的聲響須達90分貝，且須經過中華民國國軍聯勤兵工單位檢查合格，方能使用。台灣鐵路管理局在以往工程人員、車長、查道人員都配有響燉。響燉須從鐵道路線障礙點前800公尺開始安裝，每隔30公尺安裝一個響燉，延伸至障礙點前600公尺。
而中國國鐵使用的響燉亦須每年由機務段檢查方可使用。使用時，左右兩側鐵軌須分別放置2個及1個響燉，並呈等腰三角形排列。

## 歷史
響燉發明於1841年，發明者是愛德華·阿爾弗雷德·古柏。
1887年（清光绪13年），臺灣鐵路商務總局（今臺灣鐵路管理局）開始在台灣鐵路使用這個裝置。2008年，鐵路局取消使用，以列車防護無線電取代。2010年11月，鐵路局花蓮運務段銷毀最後一批響燉，響燉在台灣正式走入歷史。
在中國國鐵系統，雖然響燉不再普遍使用，但各機務段仍要按照《技規》規定備存響燉，並每年抽查一次。
德國鐵路自1986年起停止使用響燉，只剩下前往法國的ICE-3列車為了配合法國的安全規定仍有使用。美國今日因為現代鐵路車廂隔音效果比舊式車廂好，響燉已經失去作用。

## 外部連結
- 花蓮車站銷毀響燉影片 （页面存档备份，存于）
- 使用響燉的影像